# Steinbruch Hainberg

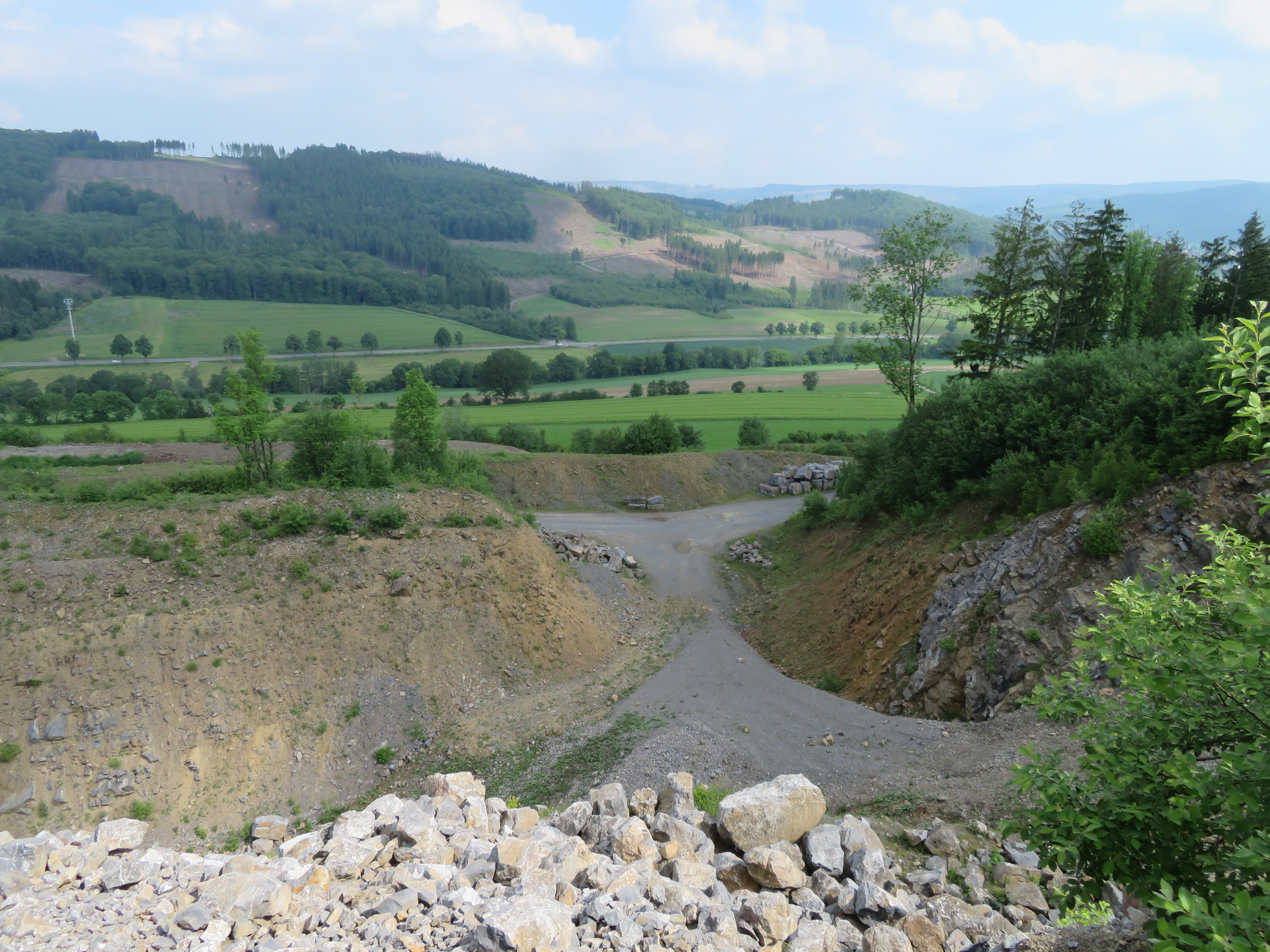
Steinbruch Hainberg mit Blick auf das Landschaftsschutzgebiet Meschede (2021)

Das Steinbruch Hainberg liegt südwestlich von Olpe im Stadtgebiet von Meschede im Hochsauerlandkreis. Der Steinbruch wird von der Firma Rudolf Hilgenroth GmbH & Co. KG betrieben. Der Steinbruch Hainberg ist vom Landschaftsschutzgebiet Meschede umgeben. Die Zufahrt erfolgt von der L 686 am Osteingang von Olpe und einer neuen Anbindung von der Landstraße zwischen Olpe und Frenkhausen.

## Informationen zum Steinbruch
Es wird Kalkstein abgebaut. Der Kalkstein wird zum Hauptwerk westlich von Hellefeld gefahren und dort im Hilgenroth-Beton- und Asphaltwerk weiterverarbeitet. Beim Hauptwerk liegt der Steinbruch Hellefeld. 
Der Abbau von Kalkstein begann 1963. 2013 übernahm Rudolf Hilgenroth GmbH & Co. KG den Steinbruch, in dem der Abbau eigentlich beendet werden sollte. Die künftige Gesamt-Abbaumenge wurde 2013 auf 3,9 Millionen Tonnen Gestein geschätzt. Nach der Übernahme beantragte der Betrieb für die nächsten 30 Jahren eine Fördermenge von 130.000 Tonnen pro Jahr.